# Championnats du monde Xterra 2005
Navigation
Édition précédente Édition suivante
Les championnats du monde Xterra 2005, organisé par Team Unlimited depuis 1986, se sont déroulés le 23 octobre à Maui dans l'État d'Hawaï. Les triathlètes se sont affrontés lors d'une épreuve sur distance M, comprenant 1 500 mètres de natation, 30 km de vélo tout terrain (VTT) et 10 km de course à pied hors route.

## Résultats
Les tableaux présentent les « Top 10 » hommes et femmes des championnats du monde. 
| Position           | Triathlète           | Pays           | Temps           |
| ------------------ | -------------------- | -------------- | --------------- |
| Médaille d'or      | Nicolas Lebrun       | France         | 2 h 38 min 19 s |
| Médaille d'argent  | Eneko Llanos         | Espagne        | 2 h 41 min 41 s |
| Médaille de bronze | Brent McMahon        | Canada         | 2 h 42 min 1 s  |
| 4                  | Mike Vine            | Canada         | 2 h 42 min 22 s |
| 5                  | Christopher Legh     | Australie      | 2 h 43 min 32 s |
| 6                  | Nicolas Pfitzenmaier | Allemagne      | 2 h 43 min 48 s |
| 7                  | Olivier Marceau      | Suisse         | 2 h 45 min 29 s |
| 8                  | Ronnie Schildknecht  | Suisse         | 2 h 45 min 43 s |
| 9                  | Conrad Stoltz        | Afrique du Sud | 2 h 46 min 23 s |
| 10                 | Josiah Middaugh      | États-Unis     | 2 h 47 min 33 s |

| Position           | Triathlète           | Pays       | Temps           |
| ------------------ | -------------------- | ---------- | --------------- |
| Médaille d'or      | Mélanie McQuaid      | Canada     | 3 h 7 min 16 s  |
| Médaille d'argent  | Sibylle Matter       | Suisse     | 3 h 8 min 0 s   |
| Médaille de bronze | Jamie Whitmore       | États-Unis | 3 h 13 min 51 s |
| 4                  | Renata Bucher        | Suisse     | 3 h 17 min 14 s |
| 5                  | Jenny Tobin          | États-Unis | 3 h 17 min 17 s |
| 6                  | Danelle Kabush       | Canada     | 3 h 19 min 45 s |
| 7                  | Shonny Vanlandingham | États-Unis | 3 h 20 min 1 s  |
| 8                  | Marion Summerer      | Allemagne  | 3 h 21 min 3 s  |
| 9                  | Monique Merrill      | États-Unis | 3 h 25 min 8 s  |
| 10                 | Melissa Thomas       | États-Unis | 3 h 25 min 49 s |